# إسطركن إبري
إسطركن إبري (الاسم العلمي:Strychnos aculeata) هو نوع من النباتات يتبع جنس الإسطركن من الفصيلة اللوغانية.